# Мурхед (тауншип, Миннесота)
Мурхед (англ. Moorhead) — тауншип в округе Клей, Миннесота, США. На 2000 год его население составило 442 человека.

## География
По данным Бюро переписи населения США площадь тауншипа составляет 49,0 км², из которых 49,0 км² занимает суша, водоёмов нет.

## Демография
По данным переписи населения 2000 года здесь находились 442 человека, 153 домохозяйства и 132 семьи.  Плотность населения —  9,0 чел./км².  На территории тауншипа расположено 160 построек со средней плотностью 3,3 построек на один квадратный километр. Расовый состав населения: 99,10 % белых, 0,23 % азиатов и 0,68 % приходится на две или более других рас. Испанцы или латиноамериканцы любой расы составляли 0,23 % от популяции тауншипа.
Из 153 домохозяйств в 31,4 % воспитывались дети до 18 лет, в 77,8 % проживали супружеские пары, в 5,2 % проживали незамужние женщины и в 13,7 % домохозяйств проживали несемейные люди. 7,8 % домохозяйств состояли из одного человека, при том 3,9 % из — одиноких пожилых людей старше 65 лет. Средний размер домохозяйства — 2,89, а семьи — 3,04 человека.
24,9 % населения — младше 18 лет, 6,8 % — в возрасте от 18 до 24 лет, 28,7 % — от 25 до 44, 28,3 % — от 45 до 64, и 11,3 % — старше 65 лет. Средний возраст — 40 лет. На каждые 100 женщин приходилось 114,6 мужчин.  На каждые 100 женщин старше 18 приходилось 115,6 мужчин.
Средний годовой доход домохозяйства составлял 54 286 долларов, а средний годовой доход семьи —  61 125 долларов. Средний доход мужчин —  40 357  долларов, в то время как у женщин — 23 750. Доход на душу населения составил 27 591 доллар. За чертой бедности не находилась ни одна семья и 1,0 % всего населения тауншипа.